# Burak Tozkoparan
Burak Tozkoparan (Istanbul, 14 novembre 1992) è un attore e musicista turco.

## Biografia
È nato nel 1992 a Istanbul (Turchia) da una famiglia originaria della città di Rize. Il 2 aprile 2011, ha vinto il premio come miglior batterista a un concorso musicale per le scuole superiori. Dopo aver rappresentato la scuola superiore turca Kızılayı Kartal Anatolian al concorso, si è iscritto presso l'Università di Okan, conseguendo una laurea in studi cinematografici e televisivi. Nel frattempo, ha continuato la sua carriera di musicista come membro di diverse band e per un breve periodo è stato il batterista del gruppo Pervane, fondato con Olcayto Ahmet Tuğsuz.
Il suo debutto televisivo è avvenuto dal 2014 al 2017 con un ruolo nella serie drammatica Paramparça, in cui ha dato vita al personaggio di Ozan Gürpınar. Nel 2016 ha fatto il suo debutto cinematografico con il ruolo di Mert nel film Hesapta Aşk diretto da Gönenç Uyanık, seguito nel 2018 dal ruolo di Rüzgar nel film Sesinde Aşk Var diretto da Osman Taşcı. Nel 2017 e nel 2018 si è unito al cast della serie giovanile Kırgın Çiçekler, nel ruolo del commissario Ali Gokturk, e nel 2019 alla serie sportiva Tek Yürek, nel ruolo di Cem Saruhan. Nel 2020 ha vestito i panni di Zola Asmalı nella serie Gençliğim Eyvah, seguito nel 2020 e nel 2021 dal ruolo di Emir Bindal nella serie Menajerimi Ara. Nel 2021 e nel 2022 ha interpretato il ruolo di Temur Tegin nella serie d'epoca Destan. Nel 2023 e nel 2024 ha ricoperto il ruolo di Barbaros "Barbar" Tunalı nella serie Ateş Kuşları, seguito nel 2024 e nel 2025 dal ruolo di Cihan Sansalan nella serie La notte nel cuore (Siyah Kalp). Nel 2024 ha avuto un ruolo nel film Mast-e Eshgh (Mevlana Mest-i Aşk) diretto da Hassan Fathi.

## Filmografia

### Cinema
- Hesapta Aşk, regia di Gönenç Uyanık (2016)
- Sesinde Aşk Var, regia di Osman Taşcı (2018)
- Mast-e Eshgh (Mevlana Mest-i Aşk), regia di Hassan Fathi (2024)

### Televisione
- Paramparça – serie TV (Star TV, 2014-2017)
- Kırgın Çiçekler – serie TV (ATV, 2017-2018)
- Tek Yürek – serie TV (TRT 1, 2019)
- Gençliğim Eyvah – serie TV (ATV, 2020)
- Menajerimi Ara – serie TV (Star TV, 2020-2021)
- Destan – serie TV (ATV, 2021-2022)
- Ateş Kuşları – serie TV (ATV, 2023-2024)
- La notte nel cuore (Siyah Kalp) – serie TV, 34 episodi (Show TV, 2024-2025)

## Doppiatori italiani
Nelle versioni in italiano dei suoi film e delle sue serie TV, Burak Tozkoparan è stato doppiato da:
- Alessandro Rigotti[19] ne La notte nel cuore[20]

## Riconoscimenti
- Concorso musicale per le scuole superiori
  - 2011: Vincitore come Miglior strumentista (batteria)[4]